# خالد حاج عثمان
خالد حاج عثمان مواليد 1 مايو 1987 في حلب في سوريا، هو لاعب كرة قدم سوري دولي.

## مسيرته الإحترافية

### نادي الاتحاد
مثل نادي الاتحاد من موسم 2008 إلى موسم 2018.

### نادي ضمك
في 1 يونيو 2018 وقع مع نادي ضمك السعودي لمدة موسم.